# Pterhemia ameriola
Pterhemia ameriola är en fjärilsart som beskrevs av Druce 1890. Pterhemia ameriola ingår i släktet Pterhemia och familjen nattflyn. Inga underarter finns listade.